# Équipe d'Italie de hockey sur gazon
L'équipe d'Italie de hockey sur gazon est l'équipe représentative de l'Italie dans les compétitions internationales de hockey sur gazon. 

## Palmarès
- Jeux olympiques[1]
  - 1952 : 8e de finale
  - 1960 : 12e

- Coupe du monde
  - 1978 : 11e

- Ligue mondiale
  - 2014-15 : 29e